# Peter Saville

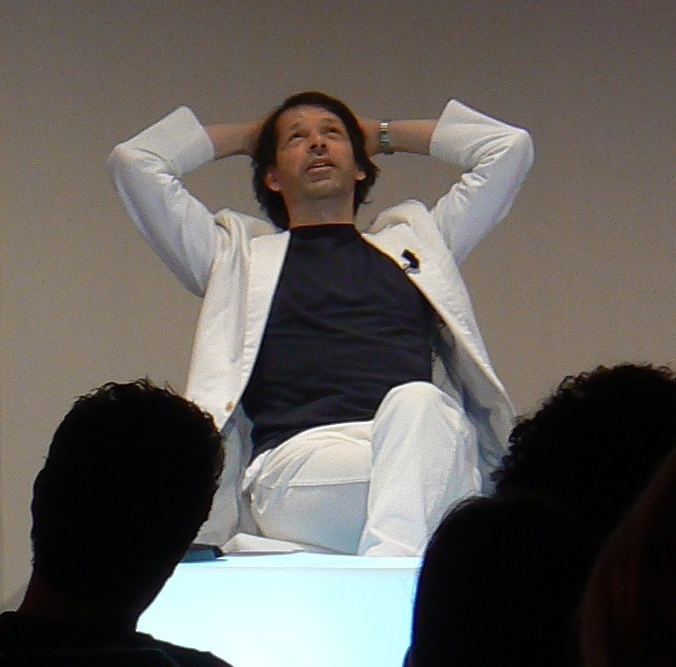
Peter Saville (2009)

Peter Saville CBE (* 9. Oktober 1955 in Manchester) ist ein britischer Grafikdesigner aus Manchester, der vor allem für seine Albumcover für Joy Division, OMD, New Order und andere Bands des Labels Factory Records bekannt wurde.
Seine Arbeiten – beispielsweise die legendäre Plattenhülle der New Order-Single Blue Monday in Form einer Floppy Disk oder das Cover zum Album Unknown Pleasures von Joy Division – zeichnen sich durch einen reduzierten, minimalistischen Stil aus. Ein häufiges Stilmittel Savilles ist das Weglassen des Namens des Künstlers und/oder des Albumtitels, bisweilen arbeitet er dabei mit Codierungen.

## Werdegang
Saville studierte von 1975 bis 1978 am Manchester Polytechnic Grafikdesign. Seine Haupteinflüsse zu dieser Zeit waren das Buch Pioneers of Modern Typography von Herbert Spencer und Die Neue Typographie von Jan Tschichold sowie die Arbeiten seines Freundes Malcolm Garrett für die Punkband Buzzcocks.
Saville lernte auf einem Konzert von Patti Smith 1978 in Manchester den Fernsehjournalisten Tony Wilson kennen. Dieser veranstaltete damals die Clubreihe The Factory, für die Saville das Veranstaltungsposter gestaltete. Mit der Katalognummer Fac 1 sollte es zum ersten Release für das kommende Label Factory Records werden. Nachdem er im Juli 1978 sein Studium abgeschlossen hatte, gründete er, unter anderem mit Wilson, Rob Gretton und Alan Erasmus, das Musiklabel Factory Records. Zusammen mit dem Musikproduzenten Martin Hannett wurde Saville dessen kreatives Team und verantwortlich für das sowohl akustisch wie optisch unverwechselbare Image der Veröffentlichungen des Labels. Bekanntheit erlangte etwa das 1983 von Saville gemeinsam mit Brett Wickens gestaltete Plattencover für die New Order-Maxisingle Blue Monday. Sie wurde zur bestverkauften Maxi-Single aller Zeiten, erzielte aber durch die kostspieligen drucktechnischen Veredelungstechniken (Stanzlöcher in Form einer 5,25"-Floppy Disk, Einsatz von Sonderfarben) für lange Zeit Verluste.
Im Jahre 1979 zog Saville nach London, wo er Art Director von Din Disc wurde, ein Firmenzweig der Virgin Group. In dieser Funktion entwarf er viele wegweisende Covers für etliche Künstler von Roxy Music über Peter Gabriel (Don’t Give Up) bis OMD. Später gründete er seine Firma Peter Saville Associates, mit der er neben seinen Werken im Musikumfeld auch für Kunden wie CNN, Adobe Inc., Givenchy und Stella McCartney arbeitete.
Sein Tätigkeitsfeld ist vielseitig. Für Dior und Yōji Yamamoto war er jeweils zeitweilig Artdirector, für Adidas und Yamamotos Y-3 hat er Kleidungsstücke designt und auch ein Trikot der englischen Fußballnationalmannschaft entworfen. 2003 hatte er eine erste große Ausstellung im Design Museum London. Ebenfalls 2003 übernahm Raf Simons erstmals Designs von Saville als großflächige Prints auf dem Rücken von Jacken. In den folgenden Jahren wurden seine Werke mehrfach von Fashion-Designern als ikonografisch für die 1980er Jahre angesehen und übernommen oder zitiert: Virgil Abloh orientierte sich ab 2015 mehrfach an Saville.
Von 2005 bis 2015 war er für die Darstellung seiner Heimatstadt Manchester verantwortlich. Als Raf Simons 2016 die Leitung von Calvin Klein übernahm, brachte er Saville mit in Boot für eine visuelle Neugestaltung.